# Касымбеков, Тологон
Тологон Касымбеков (кирг. Төлөгөн Касымбеков; 15 января 1931, с. Ак-Джол, Киргизская АССР — 16 июня 2011, Бишкек) — киргизский советский писатель, Герой Кыргызской Республики (2007).

## Биография
Родился в Ак-Джоле (ныне — в Аксыйском районе Джалал-Абадской области) в семье колхозника.
В 1949 году окончил Кара-Джыгачскую среднюю школу, в 1957 году — филологический факультет КГУ. Трудовую деятельность начал в качестве учителя начальных классов средней школы в родном селе. С 1951 года работал ответственным секретарем Кичи-Акжольского сельсовета. Несколькими годами позже он становится редактором детской и юношеской литературы Киргизучпедгиза, с 1960 года — заведующим отделом, ответственным секретарем, а с 1966 года — главным редактором журнала «АлаТоо». Далее является редактором Госкомиздата Кыргызской ССР, литконсультантом по прозе в правлении Союза писателей Кыргызстана. В 1987 году избран начальником республиканского отделения ВААП.
В 1952 году дебютировал повестью «Маленький табунщик» в журнале «Советский Кыргызстан». Его повесть «Хочу быть человеком» издана в 1965 г. на русском языке. Наиболее значимым произведением писателя считается исторический роман «Сломанный меч» (1971), в 1980 году переведённый на английский язык. Среди других произведений — романы: «Келкел», «Чапкын», «Баскын» («Нашествие»), «Кыргын» («Истребление»), которые рассказывают об истории Кыргызстана, начиная с середины XIX до начала XX веков.
Активно участвовал в общественной жизни своей страны. В 1990—1994 годах избирался народным депутатом Жогорку Кенеша Кыргызской Республики, являлся руководителем международной комиссии по языку, культуре и образованию, а также председателем Союза писателей Кыргызстана.

## Награды и звания
- Герой Кыргызской Республики (2007).
- Награждён орденом «Манас» I степени, медалью «Данк». В 1986 году присвоено почётное звание «Народный писатель Киргизской ССР».
- Памятная золотая медаль «Манас-1000» (1995)[2].
- Почётный гражданин города Бишкек[3].